# Фальц (шов)

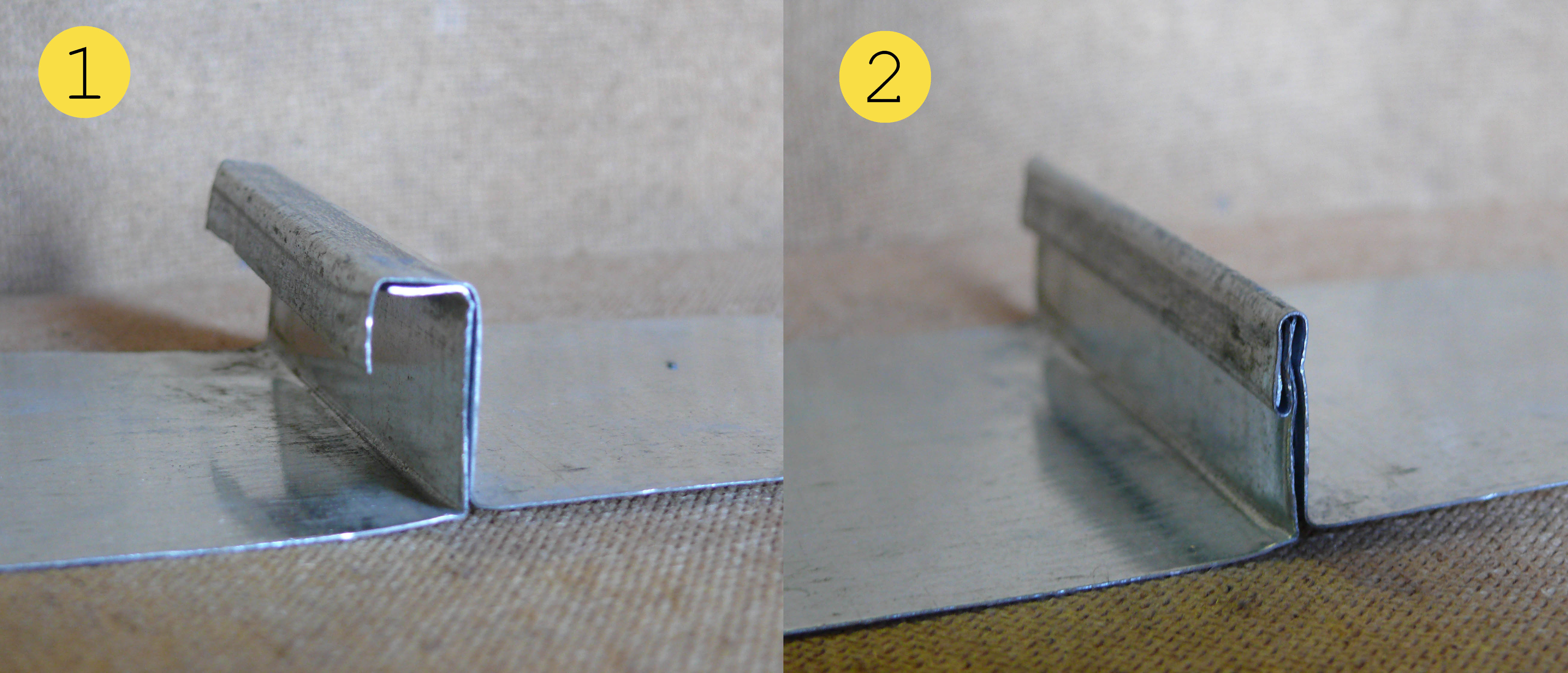
Подвійний стоячий фальц:
1 — незам'ятий, 2 — зам'ятий

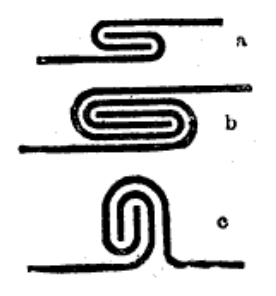

Фа́льцеве з'єднання, фа́льц, також фа́лець (нім. Falz — паз, шпунт, фальц, жолоб) — вид шва, що застосовується для з'єднання листів металевої крівлі.
Розрізняють фальцеві з'єднання: лежачі та стоячі, одинарні та подвійні.
Бокові довгі краї смуг сталі, що йдуть вздовж покоту, з'єднуються стоячими фальцями, а горизонтальні — лежачими. Фальці виконують (закочують, загинають) або вручну спеціальним інструментом, або сучасним способом — спеціальним електромеханічним закочувальним пристроєм.
Типи фальців: 1) лежачий одинарний; 2) лежачий подвійний; 3) стоячий одинарний; 4) стоячий подвійний.